# Guerra austro-turca (1716-1718)
La guerra austro-turca de 1716-1718 va enfrontar al Sacre Imperi Romanogermànic que comptava amb el suport de la República de Venècia enfront de l'Imperi otomà que estava aliat amb els tàrtars de Crimea i amb Moldàvia. La guerra va tenir lloc pel desig de l'Imperi otomà de reconquerir els territoris perduts després de la guerra de la Lliga Santa i per les ambicions del Sacre Imperi Romanogermànic de controlar els Balcans. La guerra va acabar amb el Tractat de Passarowitz, pel qual l'Imperi otomà lliurava al Sacre Imperi Romà el Banat de Temesvar (Timișoara), l'oest de Valàquia (Oltènia) i Belgrad.

## Situació dels països abans de la guerra
Després del Tractat de Karlowitz (1699) que assenyala la primera gran reculada turc, la decadència de l'Imperi otomà s'accentua.
No obstant això, l'Imperi otomà no havia acceptat les pèrdues territorials ocorregudes com a conseqüència de la guerra de la Lliga Santa.
El 1703 havia pujat al tron Ahmet III, germà de Mustafà II, qui va establir bones relacions amb Anglaterra i observava amb recel el poder emergent rus.
El 1710 el tsar Pere I de Rússia es va endinsar imprudentment en terres de l'Imperi otomà perseguint a Carles XII de Suècia, la qual cosa va provocar una guerra. En la guerra ruso-turca (1710-1711) l'Imperi otomà va aconseguir la victòria, però en el Tractat de Prut (1711) es va conformar amb la devolució de la ciutat d'Azov.

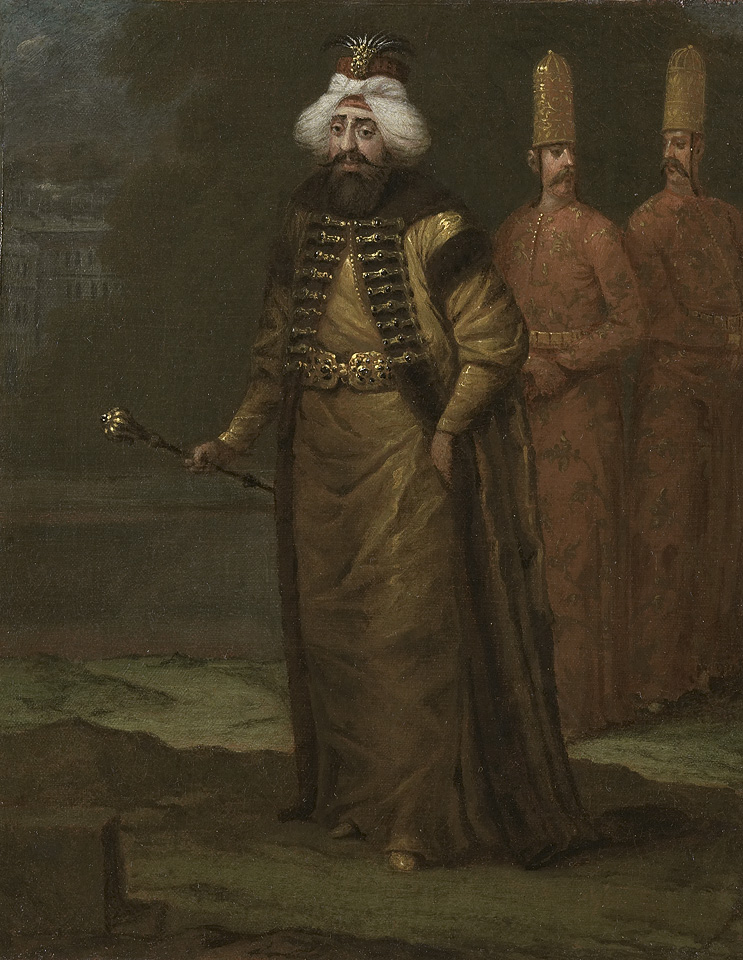
El sultà Ahmet III. Obra de Jean-Baptiste van Mour

Després d'aquesta guerra els otomans declaren la guerra a la República de Venècia amb l'esperança de recuperar Morea. Durant aquest conflicte Venècia havia esperat que el Sacre Imperi Romanogermànic els socorregués, però en estar embardissat en la guerra de successió espanyola no va poder prestar cap ajuda.
Leopold I d'Àustria (1658-1705) es dedica durant el seu decisiu regnat a formar un ampli Estat danubià posant així les bases de la moderna Àustria. Leopold pretén que el regne d'Hongria es converteixi en un regne catòlic (existia un elevat nombre de protestants), hereditari i germanitzat, per al que comença suprimint les llibertats polítiques i religioses de l'Hongria real. Esclaten diversos complots però són descoberts i reprimits. Després del setge de Viena decideix aixafar qualsevol insurrecció amb sagnants represàlies (“carnisseries de Eperies”).
Després de la guerra de la Lliga Santa aconsegueix incorporar Transsilvània i l'Hongria Otomana menys el Banat de Temesvar.
Amb la mort de Carles II d'Espanya, el Sacre Imperi Romà s'involucra en la guerra de successió espanyola en creure que la corona que ha recaigut en Felip V d'Espanya havia de ser per a l'arxiduc Carles.
La política imperial és maldestra i en plena guerra de la successió espanyola esclata una insurrecció liderada per Francesc II Rakoczi, qui amenaça a Viena el 1703, es fa triar príncep de Transsilvània el 1704 i el 1707 proclama la independència d'Hongria. Radoczi és finalment derrotat i el 1711 ha d'exiliar-se.
Josep I del Sacre Imperi Romanogermànic, que és emperador des de 1705, signa la pau de Szathman amb els rebels i restableix el domini sobre Hongria.
A la mort de Josep I (1711) va pujar al tron imperial el seu germà Carles VI, pretendent al tron espanyol. En accedir al tron imperial va perdre el suport dels països aliats en la guerra de successió espanyola, en tornar-se massa poderós, i es va veure obligat a signar els Tractats d'Utrecht i Rastatt (1713-1714) pel qual aconsegueix l'annexió del Regne de Nàpols, Sardenya, els presidis de Toscana, el Ducat de Milà i els Països Baixos Espanyols.

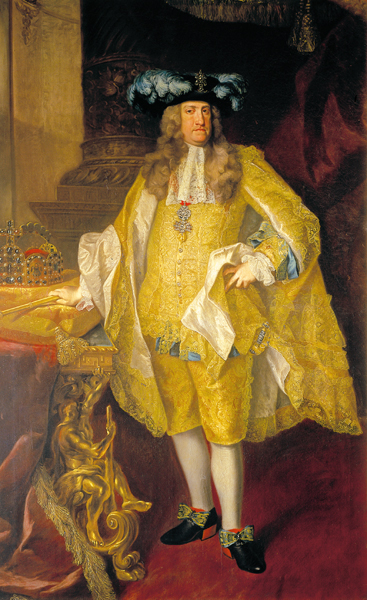
L'emperador Carles VI del Sacre Imperi Romanogermànic. Obra de Johann Gottfried Auerbach

## Preludi
El 1714 l'Imperi otomà dona principi a la guerra turc-veneciana (1714-1718) per la qual pretén recuperar Morea. Venècia es defensa desesperadament però es troba sola contra l'Imperi otomà i espera l'ajuda del Sacre Imperi Romanogermànic que, no obstant això, està immers en la guerra de successió espanyola.
El 1715 el Sacre Imperi Romanogermànic ja es trobava disposat a reprendre les hostilitats però aparentava voler mediar entre els contendents per a donar temps al fet que el seu exèrcit es reorganitzés. Els turcs s'oposen a la mediació de l'Emperador i volen que no intervingui en la guerra amb Venècia.
Malgrat la Gran Guerra del Nord i les repercussions que tenien en el nord d'Alemanya, el Sacre Imperi continua amb la seva política d'apaivagament mentre està cada vegada més decidit a intervenir a favor de Venècia.
Fixa els seus objectius bèl·lics en la conquesta de Belgrad i del Banat de Temesvar per a d'aquesta forma utilitzar el riu Danubi de frontera natural.
A mitjan 1715 el Sacre Imperi va desplegar els seus efectius (51 600 soldats van ser estacionats a Hongria i 10 000 a Transsilvània).
L'abril del 1716 l'emperador signa una aliança amb Venècia i dona principi a la guerra.

## Desenvolupament del conflicte
El juliol del 1716, l'exèrcit otomà estacionat a Belgrad pren la iniciativa, travessa el riu Sava i avança contra les forces imperials que es trobaven dirigides per Eugeni de Savoia i que estaven formades per 86 000 homes i 88 canons.
En la batalla de Petrovaradin (5 d'agost de 1716) els turcs van ser vençuts i es disposaren a fugir amb el Gran Visir Silahdar Ali Paixà mortalment ferit. A més van morir 30 000 turcs, es van prendre 50 estendards, 250 peces d'artilleria pesant i un immens botí. Per part austríaca les baixes van ser de 4500 homes.
Després d'aquesta batalla Eugeni de Savoia es va dirigir al Banat de Temesvar, que va capitular a mitjan d'octubre. Més al sud els austríacs van anar assegurant el control del Danubi.
Al novembre de 1716 les tropes del Sacre Imperi entren a Valàquia, arriben a Bucarest i capturen al hospodar de Valàquia.
Al febrer de 1717 el Sacre Imperi signa un tractat amb el governador de Valàquia pel qual aconsegueix la zona occidental d'Aluta i la neutralitat de Valàquia a més del pagament d'un tribut. Destacaments austríacs s'estableixen a Moldàvia i Bucovina.
El 1717 l'objectiu principal del Sacre Imperi Romanogermànic és la conquesta de Belgrad. L'exèrcit imperial (reforçat amb contingents bavaresos i saxons) està format per 100 000 homes i més de 100 canons.
El 15 de juny de 1717 Belgrad és totalment envoltat. No obstant això, els otomans no es resignen a perdre Belgrad, que posseeix una guarnició de 30 000 soldades, la qual defensa vigorosament la ciutat fins a l'arribada d'un nombrós exèrcit de 120 000 soldats dirigit pel nou Gran Visir Halil Pasha que envolta a l'exèrcit assetjador atrinxerant-se en un semicercle que s'estenia des del Danubi fins al Sava i que limitava a l'exèrcit imperial als terrenys pantanosos entre aquests rius. Aquesta situació és malsana per als imperials, que van començar a sofrir epidèmies.

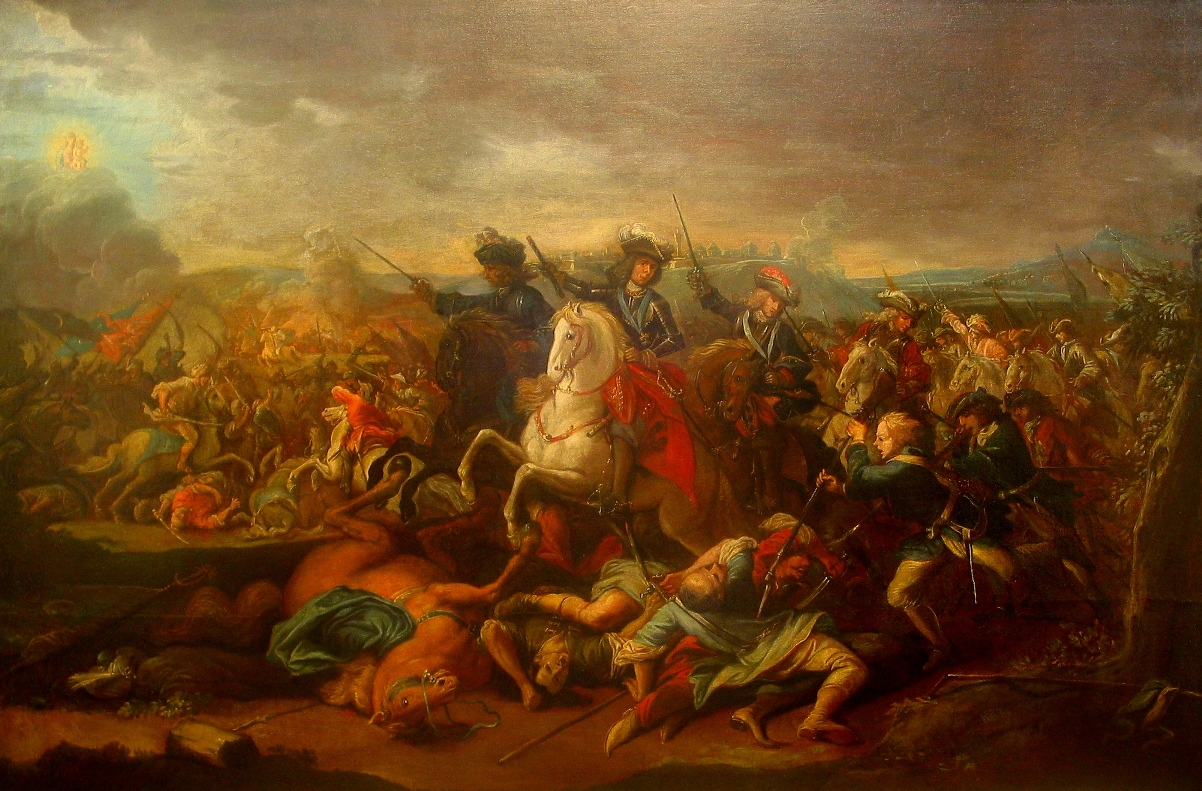
El príncep Eugeni de Savoia a la batalla de Belgrad, obra de Pappenheim

Eugeni de Savoia, qui dirigeix el setge, es troba en una apurada situació, ja que els otomans podien tallar la seva retirada destruint els ponts sobre els rius, i decideix trencar el setge turc mitjançant una batalla campal
20 000 soldats imperials van ser apostats per a mantenir ocupada a la guarnició de Belgrad. La batalla comença abans que surti el sol amb un atac contra les trinxeres turques que es va veure afavorit per una forta boira. Abans del migdia s'havia aconseguit una completa victòria.
A la batalla de Belgrad (16 d'agost de 1717) Eugeni té 5300 baixes mentre que les pèrdues otomanes es calculen entre 15 000 i 20 000. Set dies després de la batalla Belgrad es rendeix.
Entre la tardor i l'hivern de 1717, les tropes austríaques penetren a Sèrbia, que és evacuada pels turcs.
Al mateix temps els moldaus i els tàrtars, aliats dels turcs, realitzen una expedició per Transsilvània i per Hongria mentre que els atacs austríacs contra Bòsnia són rebutjats.
Les pèrdues otomanes i l'atac espanyol a Sardenya i Sicília fan que tots dos Imperis pensin a signar la pau.

## La Pau de Passarowitz
Sota la mediació d'Anglaterra i de les Províncies Unides, els representants de l'emperador i de la República de Venècia i de l'Imperi otomà es van reunir a Passarowitz (al sud-est de Belgrad) al maig de 1718.
La pau va ser signada el 21 de juliol de 1718. Pel Tractat de Passarowitz Venècia perdia Morea però l'emperador retenia el Banat de Temesvar, l'oest de Valàquía (Oltània) i Belgrad. A Bòsnia i Croàcia el riu Sava i el riu Una servien de frontera.
Vint anys després es produiria una nova guerra Austro-Turca (1737-1739).